# Nabil Swelim
Nabil Swelim est un amiral égyptien à la retraite, reconverti en archéologue et dont la principale activité égyptologique se situe dans les années 1980. 
Il a découvert le fossé entourant le complexe funéraire de Djéser et la pyramide de Sinki. Il a participé aux fouilles de la pyramide de Seïlah ayant permis d'attribuer cette pyramide à Snéfrou. Il a étudié également la pyramide n° 1 de Lepsius à Abou Rawash.
Depuis 2006, Nabil Swelim se consacre entièrement au soutien de thèses pseudo-scientifiques très controversées sur des prétendues pyramides bosniaques. Il fut président de la conférence internationale donnée en 2008 au sujet de ces pyramides.

## Publications
- The Dry Moat of the Netjerykhet Complex in Pyramids studies & other Essays presented to I.E.S. Edwards, 1988 ;
- The brick pyramid at Abu Rawash Number I, Publications of the Archeological Society of Alexandrie, 1987.